# 熊野利哉
熊野 利哉（くまの としや、1990年10月24日 - ）は、宮城県仙台市出身の日本の俳優、演出家、マジシャンである。
元劇団江古田のガールズの劇団員。（2020年3月退団）

## 人物
日本大学芸術学部演劇学科中退の後、2012年、劇団「江古田のガールズ」に俳優として所属。ニヒルな役を得意とし、2020年の退団までほぼ全作品に出演。

## 出演

### 舞台
- 江古田のガールズ「大葬祭」（2011年、横浜相鉄本多劇場）
- 青春事情「パンザマスト」（2012年、下北沢駅前劇場）
- 青春事情「カトクタイクロニクル」（2012年、学習院女子大学やわらぎホール）
- 江古田のガールズ「大女優祭」（2012年、下北沢「劇」小劇場）
- 江古田のガールズ「大勝利！」（2013年、シアター風姿花伝）
- 江古田のガールズ「どん底」（2013年、新宿ゴールデン街劇場／せんだい演劇工房10-BOX）
- 江古田のガールズ「仮面音楽祭」（2014年、赤坂RED/THEATER）
- 江古田のガールズ「解散」（2014年、本多劇場）
- 江古田のガールズ「春、さようならは言わない。」（2015年、下北沢「劇」小劇場）
- ジェットラグプロデュース「みんなのうた」（2015年、紀伊国屋ホール）
- 江古田のガールズ「本当にあったら怖い話」（2015年、下北沢「劇」小劇場）
- くちびるの会「カイコ」（2015年、新宿SPACE雑遊）
- 江古田のガールズ「おかしな２人」（2015年、下北沢「劇」小劇場）
- メイシアター×ホルマリン兄弟「TOUCHABLES」（2016年、吹田市文化会館メイシアター）
- 江古田のガールズ「仮面音楽祭」（2016年、本多劇場）[映像出演]
- ライブ・ファンタジー「FAILY TAIL」（2016年、池袋サンシャイン劇場／上海藝海劇院）
- 江古田のガールズ「ご不幸」（2016年、下北沢「劇」小劇場）
- 江古田のガールズ「パル子の激情」（2017年、本多劇場）
- アナログスイッチ「愛でもないし、youでもなくて、ジェイ。」（2017年、王子小劇場）
- 青春事情「ライブイントーキョー」（2017年、下北沢OFF・OFFシアター）
- 江古田のガールズ「地獄」（2017年、小劇場「楽園」）
- アナログスイッチ「みんなの捨てる家。」（2018年、シアター711）
- 江古田のガールズ「極楽」（2018年、紀伊國屋ホール）
- 舞台「文豪ストレイドッグス　黒の時代」（2018年、池袋サンシャイン劇場／森ノ宮ピロティホール）
- 青春事情「Dear Me!」（2019年、下北沢OFF・OFFシアター）
- SF時代活劇「虹色とうがらし」（2021年、あうるすぽっと）

## 演出
- 「ご臨終」（作、山崎洋平）
- 「俺の屍を越えていけ」（作、畑澤聖悟）